# Попов, Николай Михайлович (востоковед)
Николай Михайлович Попов (1883, Санкт-Петербург, Российская империя — 10 декабря 1937, Москва, СССР) — японист и китаист (лингвист, лексикограф, культуролог, историк, искусствовед). Профессор.

## Биография

### Образование
В досоветское время учился в Лазаревском институте восточных языков и на историко-филологическом факультете Петербургского университета, формально не окончив ни один из них.

### Преподавательская и научная деятельность
Преподавал в Практической восточной академии, Московском институте востоковедения и на Восточном факультете Военной академии РККА имени М. В. Фрунзе.
В конце 1920-х годов перешёл на работу в Институте народов Востока (заведующий кабинетом восточного театра). От военной и политико-экономических проблем обратился к изучению восточного классического искусства.

### Репрессии и реабилитация
3 декабря 1930 года был осужден Коллегией ОГПУ по ст. 58—4, 10 Уголовного кодекса РСФСР на 10 лет исправительно-трудовых лагерей. В 1932—1933 годах находился в лагере на Медвежьей горе, в Карелии. Позднее жил в Ташкенте.
Снова был арестован 1 сентября 1937 года. 10 декабря 1937 года Военной коллегией Верховного Суда СССР был приговорен к высшей мере наказания за «шпионскую деятельность и участие в террористической группе». В тот же день приговор приведен в исполнение в Москве, на спецобъекте НКВД «Коммунарка».
Реабилитирован Главной военной прокуратурой РФ 27 марта 1992 года.

## Научное наследие
Публиковался под псевдонимами «М.», «Н. П.—Т.», «П.—Т.».

### Монографии
- Японские письма. — СПб., 1913;
- Китай: Экономическое описание. — М., 1925;
- Пособие по китайской транскрипции. — М., 1928. (В соавторстве с Е. Д. Поливановым).

### Статьи
- Япония и Китай в 1899 г. // Вестник Европы. 1900. Июль. — С. 216—224;
- Летопись Востока: (Очерк современной жизни). 1. Страны Востока в декабре 1913 г. // Морской сборник. 1914. № 1. — С. 157—175;
- К истории гражданской войны в России: Японско-китайские секретные военные конвенции 1918 г. // Военная мысль и революция. 1923. Кн. 4. — С. 50—63;
- Японские и английские планы железнодорожного строительства в Китае // Новый Восток. 1924. № 6. — С. 191—195;
- К вопросу о методе изучения каллиграфии и живописи Дальнего Востока // Восточный сборник: Литература и искусство. М., 1924. Вып. 1. — С. 224—250;
- Изучение в Японии Маньчжурии, Монголии и Советского Дальнего Востока // Советская археология. 1925. № 5/6. — С. 137—141;
- Реформа китайского языка: (Ху Ши) // Запад и Восток. 1926. Кн. 1/2. — С. 110—114;
- К вопросу о количестве крестьянских дворов в Китае // Новый Восток. 1927. № 18. — С. 91—100;
- Несколько замечаний по поводу толкований шести законов китайской живописи: Предварительное сообщение // Учёные записки НИИЭНКНВ. 1930. Т. 2. — С. 53—71.